# Sinéad O'Connor
Sinéad Marie Bernadette O'Connor (n. 8 decembrie 1966, Glenageary⁠(d), Leinster⁠(d), Irlanda – d. 26 iulie 2023, Londra, Anglia, Regatul Unit) a fost o cântăreață, textieră și militantă civică irlandeză. 
Albumul său de debut, The Lion and the Cobra, a fost lansat în 1987, poziționându-se în topurile internaționale. Al doilea album de studio, I Do Not Want What I Haven't Got (1990), a primit recenzii strălucitoare la lansare, și a devenit cel mai mare succes al ei, vânzându-se în peste șapte milioane de exemplare în întreaga lume, și aducându-i un premiu Grammy. Single-ul „Nothing Compares 2 U” (scris de Prince), a fost numărul unu mondial în 1990 conform Billboard Music Awards.
Artista a lansat zece albume de studio care au fost apreciate  în Marea Britanie, Australia și Irlanda. Munca ei include, de asemenea, cântece pentru filme, colaborări cu o varietate de artiști, și apariții la concerte de strângere de fonduri de caritate. Rememberings, cartea de memorii publicată în 2021, a fost un bestseller.
O'Connor a vorbit constant despre probleme legate de abuzul asupra copiilor, drepturile omului, rasism, religia organizată și drepturile femeilor. În 2020, clasamentul 100 Women of the Year realizat de revista Time a desemnat-o pe artistă ca fiind cea mai remarcabilă femeie a anului 1992.

## Începutul vieții
O'Connor s-a născut în Dublin, la 8 decembrie 1966. Ea a fost al treilea din cei cinci copii ai familiei.
În 1979, după divorțul părinților ei O'Connor și-a părăsit mama și a plecat să locuiască cu tatăl ei în Alexandria, Virginia, Statele Unite.  La vârsta de 15 ani, datorită faptului că fura din magazine și lipsea de la școală a fost trimisă timp de optsprezece luni într-un Centrul de pregătire Grianán condus de Ordinul Maicii Domnului. Într-un fel, ea a prosperat acolo, mai ales în dezvoltarea scrisului și a muzicii sale, dar s-a și opus conformismului impus de centru.
Mama ei a murit într-un accident de mașină la 10 februarie 1985, la vârsta de 45 de ani când O'Connor avea optsprezece ani.
În iunie 1993, O'Connor a scris o scrisoare publică în The Irish Times în care le-a cerut oamenilor să „nu o mai rănească”: „Dacă aș putea lupta împotriva vocilor părinților mei / și să adun un sentiment de stima de sine / atunci voi putea să cânt cu adevărat. . ." Scrisoarea repeta acuzațiile de abuz pe care O'Connor le făcuse în interviuri care făceau referire la copilăria ei. Fratele ei Joseph și-a apărat tatăl în presă, dar a fost de acord cu privire la „abuzul extrem și violent, atât emoțional, cât și fizic”, al mamei lor. O'Connor a spus în acea lună: „Familia noastră este foarte dezordonată. Nu putem comunica unii cu alții. Suntem cu toții în agonie. Eu una sunt în agonie.”

## Carieră muzicală

### Anii 1980

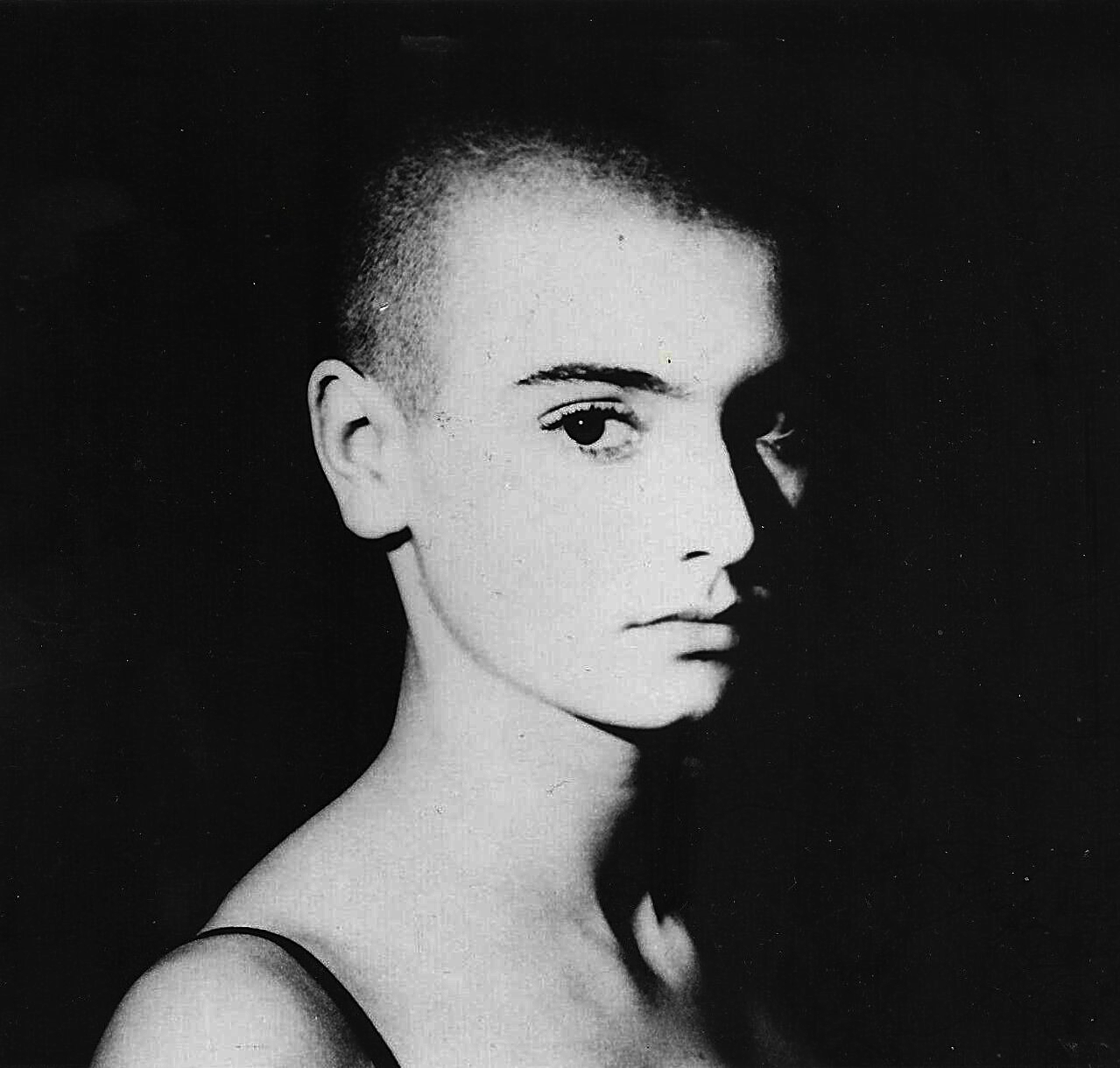
Sinéad O'Connor în 1987

Una dintre voluntarele de la Centrul Grianán era sora lui Paul Byrne, bateristul trupei In Tua Nua și acesta a auzit-o pe O'Connor cântând „Evergreen” de Barbra Streisand. Ea a înregistrat cu ei o melodie numită „Take My Hand”, dar deoarece avea doar 15 ani nu s-a putut alătura trupei. Printr-un anunț în ziarul Hot Press în 1984 ea îl cunoaște pe Colm Farrelly. Împreună cu acesta ea recrutează alți câțiva membri și formează trupa Ton Ton Macoute. Trupa s-a mutat pentru scurt timp la Waterford, acolo unde  O'Connor a urmat cursurile Newtown School. După ce a abandonat școala și trupa a cântat la Dublin, unde spectacolele lor au primit recenzii pozitive. Stilul trupei era inspirat de interesul lui Farrelly pentru muzica mondială, iar prezența lui O'Connor pe scenă era o trăsătură importantă a trupei.
Perioada lui O'Connor la Ton Ton Macoute a adus-o în atenția industriei muzicale și, în cele din urmă, a fost semnată un dontract cu casa de înregistrări Ensign Records. Ea a lucrat cu Fachtna Ó Ceallaigh un manager cu experiență, fostul șef al Mother Records a lui U2. La scurt timp după ce a fost semnat, ea s-a angajat să cânte piesa „Heroine”, pe care a scris-o împreună cu The Edge, chitaristul de la U2 pentru coloana sonoră a filmului Captive .  O'Connor și-a exprimat deschis părerile politice și cele legate de muzică apărând acțiunile IRA provizorie și declarând că muzica celor de la U2 este „bombastică”. Ea și-a retras apoi comentariile legat de IRA, spunând că acestea se bazează pe prostii și că era „prea tânără pentru a înțelege cum trebuie situația tensionată din Irlanda de Nord”.
Primul ei album The Lion and the Cobra a fost „o senzație” când a fost lansat în 1987 la Chrysalis Records, și a atins statutul de disc de aur, câștigând o nominalizare la Grammy pentru cea mai bună interpretare vocală rock feminină.  În prima ei apariție la televiziunea americană, O'Connor a cântat „Mandinka” în emisiunea Late Night with David Letterman în 1988. Single-ul „Troy” a fost lansat și ca single în Marea Britanie, Irlanda și Țările de Jos, unde a ajuns pe locul 5 în topul olandez Top 40.
O'Connor i-a numit pe Bob Dylan, David Bowie, Bob Marley, Siouxsie and the Banshees and the Pretenders drept artiștii care au influențat-o în  albumul ei de debut. În 1989, O'Connor a cântat pe albumui Mind Bomb al trupei The The. În același an, ea a făcut prima incursiune în cinema, jucând și scriind muzica pentru filmul nord-irlandez Hush-a-Bye-Baby.

### Anii 1990
Al doilea album al ei – I Do Not Want What I Haven’t Got din 1990 – a atras atenția prin recenzii pozitive. El a fost evaluat de către NME drept  „al doilea cel mai bun album al anului”. O'Connor a fost lăudată pentru vocea ei și melodiile sale originale. Ea s-a remarcat și prin aspectul ei: capul ras, caracteristic, expresia adesea furioasă și uneori îmbrăcăminte fără formă sau neobișnuită.
Albumul I Do Not Want What I Haven't Got a conținut melodii cântate împreună cu pe Marco Pirroni și Kevin Mooney și include  hitul său internațional „Nothing Compares 2 U”, o melodie scrisă de Prince și inițial înregistrată și lansată de The Family.
În 1990 la Berlin, ea s-a alăturat multor alți invitați la concertulThe Wall al fostului membru Pink Floyd, Roger Waters. 

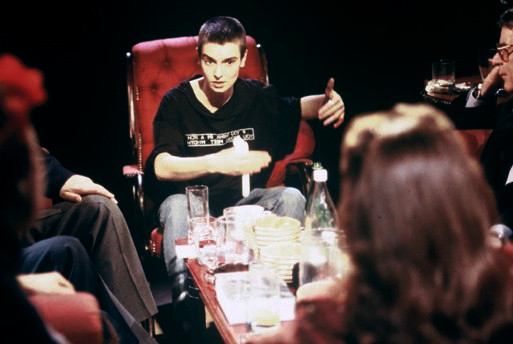
Sinéad O'Connor în cadrul emisiunii After Dark, 1995.
Cântăreața a purtat o discuție despre abuzurile sexuale și catolicismul din Irlanda.

După ce a primit patru nominalizări la premiile Grammy pentru albumul ei, ea și-a retras numele din lista nominalizaților. Deși a fost nominalizată la Brit Award pentru interpretare feminină și a câștigat la categoria ei, O'Connor nu a participat la ceremonia de decernare a premiilor, dar a acceptat premiul IRMA irlandez în februarie 1991.
O'Connor a petrecut lunile următoare studiind Bel canto cu profesorul Frank Merriman la Parnell School of Music. Într-un interviu pentru The Guardian, publicat pe 3 mai 1993, ea a raportat că lecțiile ei de canto cu Merriman erau singura terapie pe care o primea, descriindu-l pe Merriman drept „cel mai uimitor profesor din univers”.
Tot în 1992, ea a contribuit vocal la piesele „Come Talk To Me” și "Blood of Eden" pe albumul de studio Us al lui Peter Gabriel. Gabriel a invitat-o să se alăture turneului său mondial în mai 1993, pentru a cânta aceste cântece. O'Connor a călătorit și a cântat ca artist invitat alături de Gabriel.  În timp ce se afla în Los Angeles, ea a luat prea multe somnifere, instigând mass-media la presupuneri despre o tentativă de sinucidere. Ea a declarat că „nu a fost o tentativă de sinucidere”. O'Connor a părăsit turneul brusc și ,decenii mai târziu, ea a scris în memoriile ei Rememberings că l-a părăsit pe Gabriel pentru că nu și-a luat un angajament față de ea.
Următorul ei album, mai convențional, Universal Mother (1994) nu a reușit să atragă publicul dar videoclipurile muzicale pentru primul și al doilea single, „Fire on Babylon” și „Famine”, au fost nominalizate la un premiu Grammy pentru cel mai bun videoclip muzical. În 1995 începe un turneu cu Lollapalooza dar renunță după ce rămâne însărcinată. În 1997 lansează EP- ul Gospel Oak.
Ea a apărut în filmul lui Neil Jordan The Butcher Boy în 1997, interpretând-o pe Fecioara Maria.

### Anii 2000

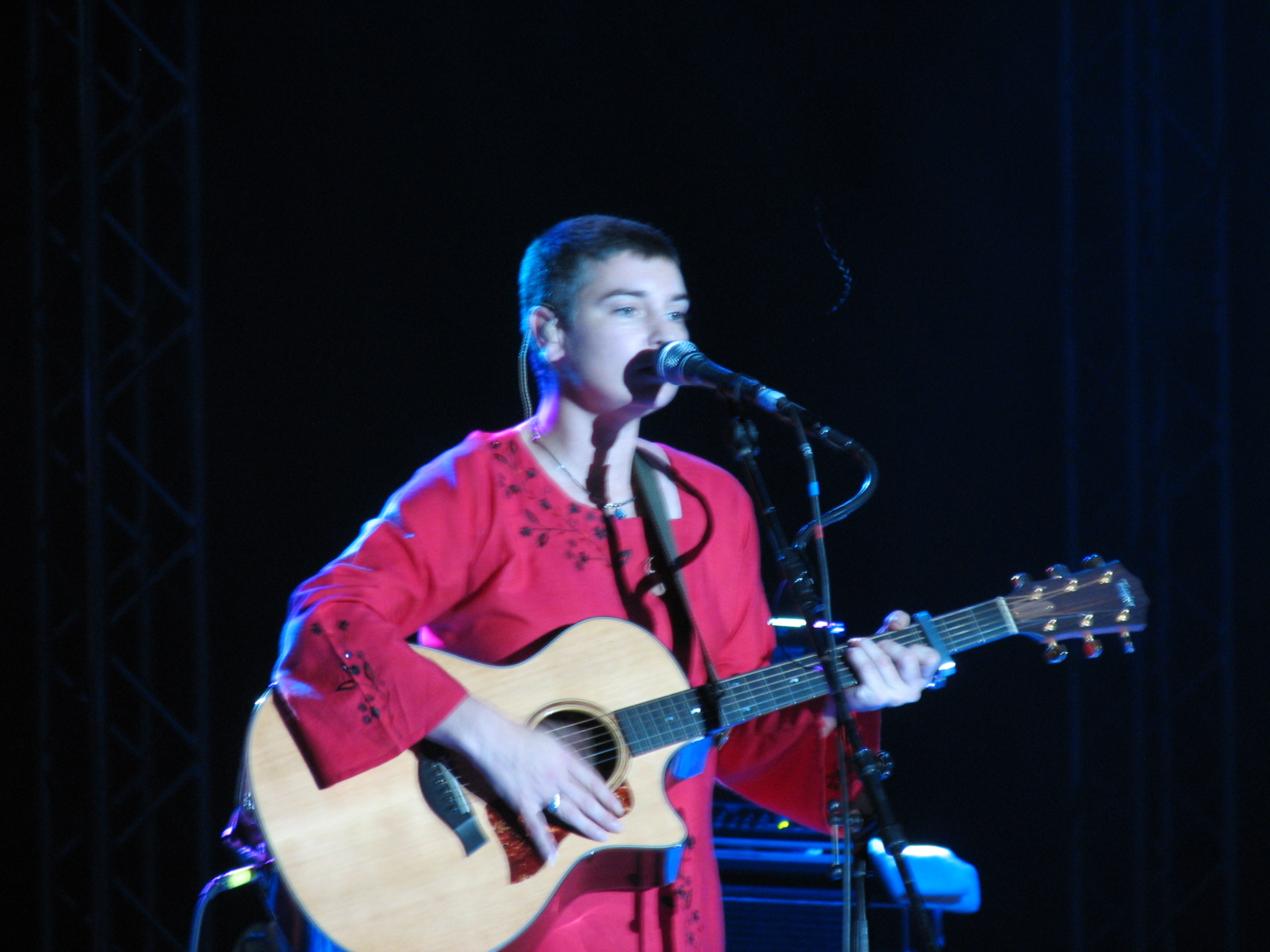
Sinéad O'Connor la Poznań în 2007

Albumul Faith and Courage a fost lansat în 2000, inclusiv single-ul „No Man’s Woman”, și a prezentat contribuții ale lui Wyclef Jean de la Fugees și Dave Stewart de la Eurythmics. 
În albumul din 2002, Sean-Nós Nua,  O'Connor a interpretat  cântece populare tradiționale irlandeze, inclusiv câteva în limba irlandeză dar cu accente senzuale.
În 2003, ea a contribuit cu o piesă la albumul tribut al lui Dolly Parton Just Why I'm a Woman. În același an, ea a apărut și în trei melodii din albumul 100th Window al celor de la Massive Attack. Apoi  și-a lansa albumul dublu, She Who Dwells in the Secret Place of the Most High Shall Abide Under the Shadow of the Almighty  și, imediat după lansare, O'Connor a anunțat că se retrage din muzică.
În cele din urmă, după o scurtă perioadă de inactivitate și o criză de fibromialgie, retragerea ei s-a dovedit a fi de scurtă durată. O'Connor a declarat într-un interviu acordat revistei Harp că intenționase doar să se retragă din a face muzică pop/rock mainstream și că, după ce s-a confruntat cu fibromialgia, a ales să treacă în alte stiluri muzicale.
Pe 8 noiembrie 2006, O'Connor a interpretat șapte melodii de pe viitorul ei album Theology la The Sugar Club din Dublin.
O'Connor a lansat două melodii de pe albumul ei Theology pentru a le descărca gratuit de pe site-ul ei oficial: „If You Had a Vineyard” și „Jeremiah (Something Beautiful)”. Albumul, o colecție de cântece spirituale Rastafari (melodii adaptate și originale), a fost lansat în iunie 2007. Primul single de pe album  I Don’t Know How to Love Him de Tim Rice și Andrew Lloyd Webber a fost lansat pe 30 aprilie 2007. Pentru a promova albumul, O'Connor a făcut turnee în Europa și America de Nord. Ea a apărut și pe două piese ale noului album al lui Ian Brown , The World Is Yours, inclusiv single-ul anti-război „Illegal Attacks”.

### Anii 2010
În ianuarie 2010, O'Connor a interpretat melodia „This Is To Mother You” (înregistrată pentru prima dată de O'Connor pe EP-ul ei Gospel Oak din 1997) în duet cu cântăreața de R&B Mary J. Blige. Melodia a fost produsă de Ali Shaheed Muhammad și veniturile au fost donate organizației Girls  Educational and Mentoring Services. În 2012, piesa „Lay Your Head Down”, scrisă de Brian Byrne și Glenn Close pentru coloana sonoră a filmului Albert Nobbs interpretată de O'Connor a fost nominalizată la Globul de Aur pentru cea mai bună melodie originală.
În 2011, O'Connor a lucrat la înregistrarea unui nou album, intitulat Home, care urma să fie lansat la începutul anului 2012. Albumul se intitula How About I Be Me (and You Be You)?,   primul single fiind „The Wolf is Getting Married”. Ea avea planificat un turneu dar a între decembrie 2011 și martie 2012 a suferit o cădere nervoasă , fapt ce a dus la anularea turneului și a tuturor celorlalte activități muzicale pentru restul anului 2012. O'Connor a reluat turneele în 2013 cu The Crazy Baldhead Tour. Al doilea single „4th and Vine” a fost lansat pe 18 februarie 2013. 
În februarie 2014, O'Connor avea înregistrat un nou album cu material original, intitulat The Vishnu Room, constând din cântece de dragoste romantice. La începutul lunii iunie 2014, noul album al lui O'Connor a fost reintitulat I'm Not Bossy, I'm the Boss, cu o dată de lansare pe 11 august. Titlul deriva din campania Ban Bossy care a avut loc la începutul aceluiași an. Primul single al albumului se intitulează „Take Me to Church”.
În noiembrie 2014, Simon Napier-Bell și Björn de Water devin manageri pentru O'Connor. Pe 15 noiembrie, O'Connor s-a alăturat supergrupului de caritate Band Aid 30 împreună cu alte trupe pop britanice și irlandeze, înregistrând o nouă versiune a piesei „ Do They Know It's Christmas? ” la Sarm West Studios din Notting Hill, Londra, pentru a strânge bani pentru epidemia de virusul Ebola din Africa de Vest.

### Anii 2020
Pe 4 iunie 2021, O'Connor și-a anunțat retragerea imediată din industria muzicală. În timp ce ultimul ei album de studio, No Veteran Dies Alone, urma să fie lansat în 2022, O'Connor a declarat că acest album nu va fi promovat dar a revenit apoi asupra declarației.
La 1 iunie 2021, cartea de memorii a lui O'Connor, Rememberings, a primit critici pozitive. Cartea a fost inclusă printre cele mai bune cărți ale anului la BBC Culture.
La 7 ianuarie 2022, fiul lui O'Connor, Shane, s-a sinucis la vârsta de 17 ani. Ulterior, O'Connor a decis să-și anuleze turneul din 2022, iar albumul ei No Veteran Dies Alone a fost amânat pentru o perioadă nelimitată. În februarie 2023, ea a ieșit cu o nouă versiune a melodiei  „The Skye Boat Song”, Melodia este tema muzicală pentru serialul SF Outlander și a fost realizată pentru deschiderea celui de-al șaptelea sezon al serialului.

## Viață personală

### Nume

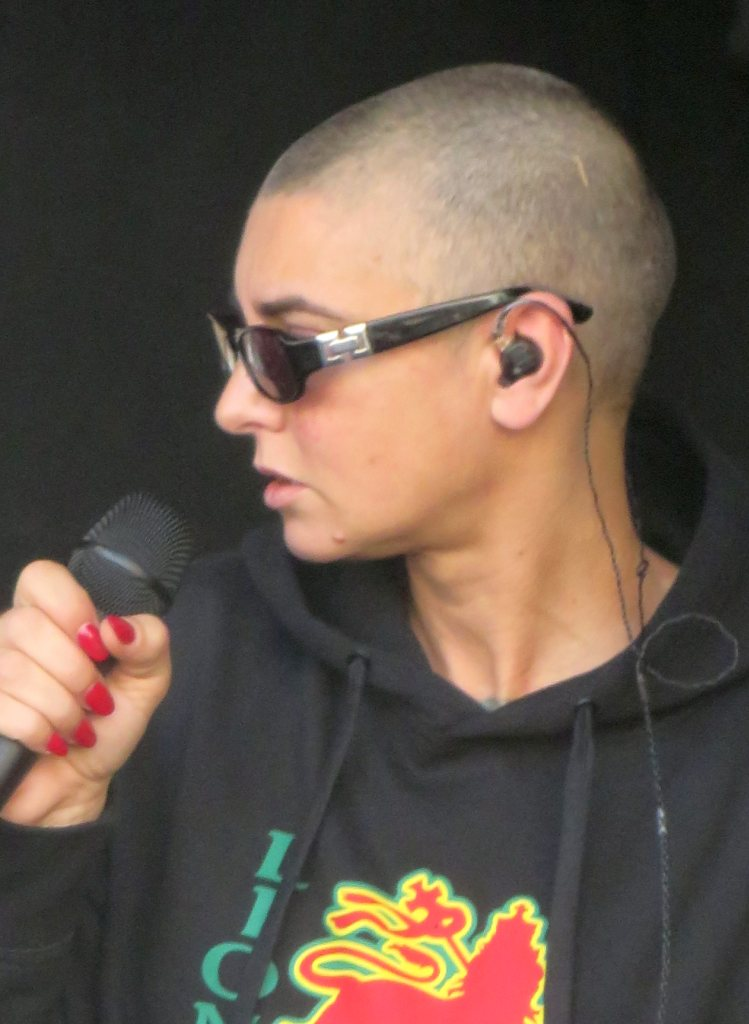
Sinéad O’Connor în iulie 2014 în Lugano

În 2017, ea și-a schimbat numele legal în Magda Davitt, spunând într-un interviu că își dorește să fie „liberă de numele de sclavi patriarhali. Eliberată de blestemele părinților.” La convertirea ei la islam în octombrie 2018, ea a adoptat numele Shuhada și, înainte de mijlocul anului 2019, și-a schimbat și numele de familie din Davitt în Sadaqat.

### Imaginea personală și publică
Capul ei ras a fost inițial o poziționare asumată împotriva părerilor tradiționale despre femei.

### Căsătorii și copii
O'Connor a avut patru copii și a fost căsătorită și a divorțat de patru ori. Ea a avut primul ei fiu, Jake, în 1987 cu primul ei soț, producătorul muzical John Reynolds, împreună cu care a coprodus câteva dintre albumele ei, inclusiv Universal Mother . Reynolds și O'Connor s-au căsătorit mai târziu în 1989. În același an, O'Connor a făcut un avort după ce lucrurile nu s-au rezolvat cu tatăl copilului. Mai târziu a scris despre această experiență în melodia „My Special Child”.
La scurt timp după nașterea fiicei sale, Brigidine Roisin Waters, pe 10 martie 1996, O'Connor și tatăl fetei, jurnalistul irlandez John Waters, au început o lungă luptă pentru custodie care s-a încheiat cu O'Connor acceptând să o lase pe Roisin să locuiască în Dublin cu Waters. În august 2001, O'Connor s-a căsătorit cu jurnalistul britanic Nick Sommerlad în Țara Galilor; căsătoria s-a încheiat în iulie 2002 după 11 luni. Ea a avut al treilea copil, fiul ei Shane, în 2004 cu muzicianul Donal Lunny. În 2006, ea a avut al patrulea copil, pe Yeshua Francis Neil Bonadio, al cărui tată este Frank Bonadio.
O'Connor a fost căsătorit pentru a treia oară la 22 iulie 2010, cu prietenul și colaboratorul ei de mult timp Steve Cooney, dar la sfârșitul lunii martie 2011, cei doi au decis să se separe. A patra ei căsătorie a fost cu terapeutul irlandez Barry Herridge. Cei doi s-au căsătorit pe 9 decembrie 2011, în Las Vegas, dar căsătoria lor s-a încheiat după ce „au trăit împreună doar 7 zile”.
La 18 iulie 2015 s-a născut primul nepot al lui O'Connor când fiul ei  Jake Reynolds și iubita lui Lia au avut primul copil.
La 7 ianuarie 2022, la două zile după ce fiul ei, Shane, în vârstă de 17 ani, a fost dat dispărut din Newbridge, County Kildare, acesta a fost găsit mort de poliție în Bray, County Wicklow. O'Connor a declarat că fiul ei, era „sub supraveghere pentru că voia să se sinucidă” și „a pus capăt luptei sale pământești”. O'Connor a criticat autoritatea națională de sănătate irlandeză, HSE, în ceea ce privește gestionarea de către aceasta a cazului fiului ei. În ianuarie 2022, la o săptămână după sinuciderea fiului ei, ea a fost internată din proprie voință în urma unei serii de tweet-uri în care a indicat că își va lua viața.

### Relația cu Prince
Vorbind despre relația ei cu Prince într-un interviu acordat postului norvegian NRK în noiembrie 2014, ea a spus: „L-am întâlnit de câteva ori. Nu ne-am înțeles deloc. De fapt, am avut un conflict.” Ea a continuat: „M-a chemat la el acasă după „Nothing Compares 2U”. Am reușit fără el. Nu l-am întâlnit niciodată. M-a chemat la el acasă – și este o prostie să-i faci asta unei irlandeze – mi-a spus că nu-i place să spun cuvinte fără perdea în interviuri. Așa că i-am spus să se ducă în... A devenit destul de violent. A trebuit să evadez din casa lui la 5 dimineața. Avea un pumn mai mare decât aveam meu.” Într-un interviu din 2004 realizat de Graham Norton, O'Connor a susținut că povestea a fost „mult exagerată de presă” și s-a referit la Prince drept „un tip dulce”. În memoriile ei din 2021, Rememberings, O'Connor a descris în detaliu întâlnirea ei cu Prince.

### Sănătate
La 4 octombrie 2007, în emisiunea The Oprah Winfrey Show, O'Connor a dezvăluit că a fost diagnosticată cu tulburare bipolară cu patru ani mai devreme și că a încercat să se sinucidă la vârsta de 33 de ani.
Ea a fost, de asemenea, diagnosticată cu tulburare complexă de stres post-traumatic și tulburare de personalitate borderline.
În august 2015, ea a anunțat că urmează să facă o histerectomie după ce a suferit de peste trei ani de probleme ginecologice. O'Connor a acuzat mai târziu refuzul spitalului de a administra terapia de substituție hormonală după operație drept principalul motiv pentru problemele ei de sănătate mintală în anii următori, declarând „Am fost aruncată în menopauză chirurgicală. Hormonii erau peste tot. Aveam puternice gânduri suicidale. Eram varză.” 
După ce a fumat canabis timp de 30 de ani, O'Connor a mers la un centru de reabilitare în 2016, pentru a-și pune capăt dependenței. O'Connor era agorafobă.
În august 2017, O'Connor a postat un videoclip de 12 minute pe pagina ei de Facebook în care a declarat că s-a simțit singură de când a pierdut custodia fiului ei de 13 ani, Shane, că în ultimii doi ani și-a dorit să se sinucidă, doar doctorul și psihiatrul ei „ținând-o în viață”. La o lună după postarea ei pe Facebook, O'Connor a apărut în emisiunea de televiziune americană Dr. Phil în episodul de debut al sezonului 16 al emisiunii. Potrivit lui Dr. Phil, O'Connor a vrut să facă interviul pentru că a vrut să „destigmatizeze bolile mintale”, observând prevalența problemelor de sănătate mintală în rândul muzicienilor. Shane a murit în ianuarie 2022. O săptămână mai târziu, în urma unei serii de tweet-uri în care a indicat că avea de gând să se sinucidă, O'Connor a fost internată în spital.

### Politică
O'Connor a fost un susținător vocal al Irlandei unite și a cerut partidului republican de stânga Sinn Féin să fie „mai curajos”. În decembrie 2014, s-a raportat că O'Connor s-a alăturat celor de la Sinn Féin. O'Connor a cerut „demolarea” Republicii Irlanda și înlocuirea acesteia cu o țară nouă, unită. Ea a cerut, de asemenea, politicienilor cheie din Sinn Féin, precum Gerry Adams, să demisioneze pentru că „le amintesc oamenilor de violență”, referindu-se la Problema irlandeză.
Într-un interviu din 2015 pentru BBC, O'Connor a spus că și-a dorit ca Irlanda să rămână sub conducere britanică (conducere care s-a încheiat după Războiul Irlandez de Independență, excepție făcând Irlanda de Nord). Ea a spus că „biserica a preluat controlul și a fost un dezastru”. În urma referendumului pentru Brexit din 2016, O'Connor a scris pe Facebook „Irlanda nu mai este oficial deținută de Marea Britanie”.

### Religie
În ianuarie 1995, O'Connor și-a făcut o apariție în programul britanic de televiziune After Dark, în timpul unui episod despre abuzul sexual și biserica catolică din Irlanda. Discuția a inclus un călugăr dominican și un alt reprezentant al bisericii catolice, alături de fostul Taoiseach Garret FitzGerald. Gazda Helena Kennedy a descris evenimentul:
„În timp ce eram live, Sinéad O'Connor a sunat ... Apoi am primit un mesaj în cască cum că ea a venit în studio. Sinéad a intrat în emisiune și a argumentat că abuzurule din familii erau posibile deoarece  biserica refuza să accepte mărturiile femeilor și ale copiilor".”
La sfârșitul anilor 1990, episcopul Michael Cox al Bisericii Ortodoxe Catolice și Apostolice Irlandeze (un grup catolic independent care nu este în comuniune cu Biserica Romano-Catolică) a hirotonit-o preot pe O'Connor. Biserica Catolică consideră că hirotonirea femeilor este invalidă și afirmă că o persoană care încearcă să facă sacramentul hirotoniei asupra unei femei este în excomunicare. Episcopul a contactat-o pentru a-i oferi hirotonie după apariția ei la The Late Late Show de la RTÉ, în timpul căreia i-a spus prezentatorului, Gay Byrne, că, dacă nu ar fi fost cântăreață, și-ar fi dorit să fie preot catolic. După hirotonire, ea a indicat că dorește să se numească Maica Bernadette Mary.
Într-un interviu din iulie 2007 pentru Christianity Today, O'Connor a declarat că se considera creștină și că crede în conceptele creștine de bază despre Treime și Isus Hristos. Ea a spus: „Cred că Dumnezeu îi salvează pe toți, indiferent dacă vor sau nu să fie mântuiți. Așa că, când murim, toți mergem acasă... Nu cred că Dumnezeu judecă pe nimeni. El îi iubește pe toată lumea în mod egal.” Într-un interviu din octombrie 2002, ea a susținut că a primit puterea de a trăi și de a depăși efectele abuzului din copilărie prin credința creștină.

La 26 martie 2010, O'Connor a apărut la Anderson Cooper 360° de la CNN pentru a vorbi despre scandalul abuzurilor sexuale catolice din Irlanda. La 28 martie 2010, ea a publicat un articol de opinie în ediția de duminică a The Washington Post, în care scria despre timpul petrecut într-un instituție Magdalene când era adolescentă. Scriind pentru Sunday Independent, ea a etichetat Vaticanul drept „un cuib de diavoli” și a cerut înființarea unei „biserici alternative”, opinând că „Hristos este ucis de mincinoși” în Vatican. La scurt timp după alegerea Papei Francisc, ea a spus:
„(...) nu știu nimic legat de el, așa că nu mă voi grăbi să îl judec în legătură cu una sau cu alta, dar aș spune că are de dus o sarcină imposibilă deoarece toate religiile și cu siguranță biserica catolică este o casă construită pe nisip și se îneacă în marea iubirii "condiționate" și prin urmare nu poate supraviețui, și chiar existența Papei reprezintă o poziție anti-creștină, ideea că Isus are nevoie de un reprezentant este de râs și reprezintă în același timp. Prin urmare este o casă construită pe nisip și e nevoie să îl salvăm pe Dumnezeu din religie, din toate religiile care au devenit perdele de fum care îi distrag pe oameni de la faptul că 'există' un duh sfânt and când studiezi scripturile vezi că personajul Hristos a venit să ne spună că avem nevoie să vorbim doar direct cu Dumnezeu, nu avem nevoie de religie.”
Tatiana Kavelka a scris despre lucrarea creștină a lui O'Connor, descriind-o ca fiind „încărcată din punct de vedere teologic, dar neortodoxă, orientată către dialogul interconfesional și către cei de la margine”.
În august 2018, printr-o scrisoare deschisă, O'Connor  i-a cerut Papei Francisc să o excomunice, așa cum le-a cerut și Papei Benedict al XVI-lea și Papei Ioan Paul al II-lea.
În octombrie 2018, O'Connor s-a convertit la islam, numind-o „concluzia naturală a călătoriei oricărui teolog inteligent”. Ceremonia a fost condusă în Irlanda de teologul islamic sunnit Shaykh Umar Al-Qadri. Ea și-a schimbat și numele în Shuhada' Davitt. Într-un mesaj pe Twitter, ea a mulțumit colegilor musulmani pentru sprijinul lor și a încărcat un videoclip cu ea recitând adhan, chemarea islamică la rugăciune. Ea a postat și fotografii cu ea purtând hijab.
După convertirea ei la islam, O'Connor i-a numit pe cei care nu erau musulmani „dezgustători” și i-a criticat pe teologii creștini și evrei pe Twitter în noiembrie 2018. Ea a scris: „Ceea ce sunt pe cale să spun este ceva atât de rasist încât nu m-am gândit niciodată că sufletul meu ar putea simți asta vreodată. Dar, cu adevărat, nu vreau să petrec niciodată timp cu albii (dacă așa se numesc nemusulmanii). Nu pentru un moment, din orice motiv. Sunt dezgustători.”
Mai târziu în aceeași lună, O'Connor a declarat că remarcile ei au fost făcute în încercarea de a forța Twitter să-i închidă contul. În septembrie 2019, ea și-a cerut scuze pentru observații, spunând „Nu erau adevărate la momentul respectiv și nu sunt adevărate acum. Ele au fost declanșate ca urmare a islamofobiei aruncate asupra mea. Îmi cer scuze pentru vătămarea cauzată. Acesta a fost unul dintre multele tweet-uri nebunești pe care le știe Domnul.”

### Moartea
Pe 26 iulie 2023, la 56 de ani, O'Connor a fost găsită fără viață în apartamentul ei din Herne Hill, în sudul Londrei. Familia ei a emis o declarație în aceeași zi, fără a indica cauza morții ei.  A doua zi, Poliția Metropolitană a raportat că moartea ei nu a fost tratată ca fiind suspectă.

## Controverse

### Saturday Night Live
Pe 3 octombrie 1992, O'Connor a apărut în emisiunea Saturday Night Live ca invitat muzical. Ea a cântat o versiune a capella a melodiei „War” lui Bob Marley, ca un protest împotriva abuzului sexual asupra copiilor din Biserica Catolică, referindu-se la abuzul asupra copiilor mai degrabă decât la rasism. Ea a prezentat apoi o fotografie a Papei Ioan Paul al II-lea camerei în timp ce cânta cuvântul „rău”, după care a rupt fotografia în bucăți, a spus „Luptă cu adevăratul inamic” și a aruncat bucățile spre cameră. Incidentul a avut loc cu nouă ani înainte ca Ioan Paul al II-lea să recunoască abuzul sexual în cadrul Bisericii.
Echipa Saturday Night Live nu știa de planul lui O'Connor; în timpul repetiției generale, aceasta a ridicat o fotografie a unui copil refugiat. Rick Ludwin  vicepreședintele NBC  și-a amintit că „a sărit literalmente de pe scaun” atunci când a văzut acțiunea lui O'Connor. Paula Pell care făcea parte din echipa de scriitori ai emisiunii SNL și-a amintit că în cabina de control s-a discutata despre întreruperea camerelor. Publicul a fost complet tăcut, fără huiduieli sau aplauze;  producătorul executiv Lorne Michaels și-a amintit că „aerul a ieșit din studio”. Semnalul de aplauze să nu fie folosit.
Spectacolul lui O'Connor, pe care New York Daily News  l-a numit „Holy Terror”, a avut audiență națională. NBC a primit peste 500 de apeluri duminică  și alte 400 luni care o criticau pe  O'Connor.  Contrar zvonurilor, NBC nu a fost amendată de Comisia Federală de Comunicații pentru gestul lui O'Connor, deoarece FCC nu are nicio putere de reglementare asupra unui astfel de comportament. NBC nu a editat emisiunea care a fost difuzată cu întârziere pe coasta de vest în acea noapte.
În timpul monologului său de deschidere a emisiunii Saturday Night Live din următoarea săptămână, gazda Joe Pesci, a ridicat fotografia, explicând că a lipit-o la loc primind multe aplauze pentru gestul lui. Pesci a mai spus că, dacă ar fi fost spectacolul lui, „i-aș fi dat [sic] o bătaie zdravănă”.
Într-un interviu din 2002 pentru Salon, când a fost întrebată dacă ar schimba ceva din în prestația de la SNL, O'Connor a răspuns: „La naiba, nu!” În cartea sa din 2021, Rememberings, O'Connor a spus despre incident: „Toată lumea vrea o vedetă pop, vezi? Dar sunt o cântăreață care protestează. Aveam lucruri care mă apăsau și de care voiam să scăp. Nu aveam nicio dorință de faimă.”

### Reacția Madonnei
Madonna  a apărut în același sezon SNL și, după ce a cântat melodia Bad Girl, a ridicat o fotografie cu Joey Buttafuoco, a spus „luptați cu adevăratul inamic” și a rupt fotografia. De asemenea, Madonna a atacat-o dur pe O'Connor în presă pentru incident, spunând pentru Irish Times: „Cred că există o modalitate mai bună de a-și prezenta ideile, mai degrabă decât să distrugă o imagine care înseamnă mult pentru alții”. Ea a adăugat: „Dacă este împotriva Bisericii Romano-Catolice și are o problemă cu ei, cred că ar trebui să vorbească despre asta”. Jon Pareles de la The New York Times a numit-o „gelozie profesională” și a scris:
„După ce  Madonna s-a îmbrăcat, s-a prins în hamuri și s-a dezbrăcat pentru a-și promova albumul Erotica și cartea Sex, O'Connor i-a furat din vizibilitate cu o fotografie a unui bărbat îmbrăcat. Acuzele la care este supusă O'Connor arată că a atins un nerv.”
Bob Guccione Jr. într-un editorial din revista Spin din 1993 a apărat-o ferm pe O'Connor, scriind:
„Madonna a atacat-o în presă, evident pentru a-și alimenta promovarea pentru  Sex și pentru vânzarea noului ei album Erotica … Dar când  controversa legată de Sinead a părut că ia din atenția acordată lansării [cărții] Sex, Madonna a regăsit religia din nou...”
În noiembrie 1991, cu un an înainte de incident, O'Connor spusese revistei Spin :
„Madonna este probabil cel mai mare model pentru femeile din America. Este o femeie la care lumea se uită pentru ca la o femeie care promovează drepturile femeilor. O femeie care într-un mod abuziv în ceea ce mă privește a spus că arăt ca și cum m-am întâlnit cu o mașină de tuns iarba și că sunt la fel de sexy ca  o jaluzea. Așa e femeia la care America se uită ca fiind promotoarea femeilor, doborând altă femeie pentru că nu e sexy.”

### Concertul omagial Bob Dylan
La două săptămâni după apariția în emisiunea Saturday Night Live, O'Connor urma să cânte „I Believe in You” la concertul tribut pentru aniversarea a 30-a lui Bob Dylan din Madison Square Garden. Pe scenă ea a fost întâmpinată de un amestec de urale și huiduieli. În timp ce era huiduită Kris Kristofferson i-a spus să nu îi lase „pe nenorociți" să o doboare, la care ea a răspuns: „Nu sunt doborâtă”. În cele din urmă zgomotul a devenit  atât de puternic încât O'Connor nu a simțit că are rost să înceapă melodia programată. Ea a cerut celui care o acompania să se oprească și să ridice volumul microfonul. Apoi a țipat peste public cu o interpretare improvizată a melodiei „ War”, pe care a oprit-o imediat după ce a menționat abuzul asupra copiilor, subliniind astfel scopul acțiunii ei anterioare. Ea s-a uitat direct la public pentru o secundă și a părăsit scena. Kristofferson a mângâiat-o atunci, în timp ce plângea.

### Scrisoare deschisă către Miley Cyrus
O'Connor a publicat o scrisoare deschisă, pe propriul ei site web, către cântăreața și actrița americană Miley Cyrus, pe 2 octombrie 2013. În acea scrisoare a avertizat-o pe Cyrus cu privire la modul în care sunt tratate femeile în industria muzicală și a susținut că sexualitatea este un factor în acest proces. Scrisoarea a fost un răspuns la videoclipul muzical al lui Cyrus pentru melodia „Wrecking Ball”. O'Connor a declarat:
„Mesajul pe care continui să îl transmiți este că e cumva cool să te prostituezi...nu e deloc cool, Miley… e periculos. Femeile trebuie valorizate pentru mult mai mult decât sexualitatea lor.  Nu suntem doar obiecte de dorit. Te încurajez să transmiți mesaje mai sănătoase publicului tău ... că ei și tu meritați mai mult decât ce se întâmplă acum în cariera ta.”

## Discografie
| An   | Album | UK  | US  | Vânzări (bucăți). |
| ---- | --- | --- | --- | ----------------- |
| 1987 | The lion and the cobra                                                                                              | 27  | 36  | 2,500,000         |
| 1990 | I do not want what I haven't got                                                                                    | 1   | 1   | 7,000,000         |
| 1992 | Am I not your girl?                                                                                                 | 6   | 27  | 1,500,000         |
| 1994 | Universal mother | 19  | 36  | 1,500,000         |
| 1997 | Gospel oak EP | 28  | 128 | 250,000           |
| 1997 | So far... the best of Sinéad O'Connor                                                                               | 28  | -   | 2,000,000         |
| 2000 | Faith and courage                                                                                                   | -   | 55  | 500,000           |
| 2002 | Sean-nós sua | -   | 139 | 225,000           |
| 2003 | She who dwells in the secret place of the most high shall abide under the shadow of the almighty\|She who dwells... | -   | -   | 100,000           |
| 2005 | Collaborations | -   | -   | 500,000           |
| 2005 | Throw down your arms                                                                                                | -   | -   | 250,000           |
| 2007 | Theology | 168 | 157 | 375,000           |
| 2012 | How About I Be Me (And You Be You)?                                                                                 |     |     |                   |

## Premii
| An   | Beneficiar                            | Premiu                                                                    | Rezultat     |
| ---- | ------------------------------------- | ------------------------------------------------------------------------- | ------------ |
| 1989 | The Lion and the Cobra                | Premiul Grammy pentru cea mai bună cântăreță rock                         | Nominalizare |
| 1990 | Herself                               | Rockbjörnen pentru cel mai bun artist străin                              | Câștigat     |
| 1990 | Herself                               | Billboard Music Awards pentru cântăreață rock                             | Câștigat     |
| 1990 | "Nothing Compares 2 U"                | Billboard Music Awards numărul 1 Single mondial                           | Câștigat     |
| 1990 | "Nothing Compares 2 U"                | MTV Video Music Award for Video of the Year                               | Câștigat     |
| 1990 | "Nothing Compares 2 U"                | MTV Video Music Award for Best Female Video                               | Câștigat     |
| 1990 | "Nothing Compares 2 U"                | MTV Video Music Award for Best Post-Modern Video                          | Câștigat     |
| 1990 | "Nothing Compares 2 U"                | MTV Video Music Award for Breakthrough Video                              | Nominalizare |
| 1990 | "Nothing Compares 2 U"                | MTV Video Music Award for Viewer's Choice                                 | Nominalizare |
| 1990 | "Nothing Compares 2 U"                | MTV Video Music Award for International Viewer's Choice (MTV Europe)      | Nominalizare |
| 1991 | "Nothing Compares 2 U"                | Grammy Award for Record of the Year                                       | Nominalizare |
| 1991 | "Nothing Compares 2 U"                | Grammy Award for Best Female Pop Vocal Performance                        | Nominalizare |
| 1991 | "Nothing Compares 2 U"                | Grammy Award for Best Music Video, Short Form                             | Nominalizare |
| 1991 | I Do Not Want What I Haven't Got      | Grammy Award for Best Alternative Music Performance                       | Câștigat     |
| 1991 | I Do Not Want What I Haven't Got      | Juno Awards for International Album of the Year                           | Nominalizare |
| 1991 | Herself                               | Juno Awards for International Entertainer of the Year                     | Nominalizare |
| 1991 | Herself                               | American Music Award for Favorite Pop/Rock Female Artist                  | Nominalizare |
| 1991 | Herself                               | Brit Award for International Female Solo Artist                           | Câștigat     |
| 1991 | Herself                               | Danish Music Awards for Foreign Female Artist of the Year                 | Câștigat     |
| 1991 | "Nothing Compares 2 U"                | Danish Music Awards Foreign Hit of the Year                               | Câștigat     |
| 1992 | Year of the Horse                     | Grammy Award for Best Music Video, Long Form                              | Nominalizare |
| 1994 | "You Made Me the Thief of Your Heart" | MTV Video Music Award for Best Video from a Film                          | Nominalizare |
| 1994 | Herself                               | Goldene Europa Awards for Best International Singer                       | Câștigat     |
| 1994 | Herself                               | Žebřík Music Award for Best International Female                          | Nominalizare |
| 1995 | Herself                               | Brit Award for International Female Solo Artist                           | Nominalizare |
| 1996 | "Famine"                              | Grammy Award for Best Music Video, Short Form                             | Nominalizare |
| 1996 | "Famine"                              | D&AD Award for Pop Promo Video (Individual)                               | Wood Pencil  |
| 2000 | "No Man's Woman"                      | Billboard Music Video Award for Best Jazz/AC Clip of the Year             | Nominalizare |
| 2000 | Herself                               | Žebřík Music Award for Best International Female                          | Nominalizare |
| 2003 | "Troy"                                | International Dance Music Awards for Best Progressive House/Trance Track  | Nominalizare |
| 2004 | Herself                               | Meteor Music Awards for Best Irish Female                                 | Nominalizare |
| 2005 | Herself                               | Meteor Music Awards for Best Irish Female                                 | Nominalizare |
| 2006 | Herself                               | Meteor Music Awards for Best Irish Female                                 | Nominalizare |
| 2007 | Herself                               | Meteor Music Awards for Best Irish Female                                 | Nominalizare |
| 2008 | Herself                               | Meteor Music Awards for Best Irish Female                                 | Nominalizare |
| 2012 | "Lay Your Head Down"                  | World Soundtrack Award for Best Original Song Written Directly for a Film | Câștigat     |
| 2012 | "Lay Your Head Down"                  | Golden Globe Award for Best Original Song                                 | Nominalizare |
| 2012 | "Queen of Denmark"                    | Rober Awards Music Poll for Best Cover Version                            | Nominalizare |
| 2013 | "GMF" (with John Grant)               | Rober Awards Music Poll for Song of the Year                              | Nominalizare |
| 2015 | I'm Not Bossy, I'm the Boss           | Meteor Choice Music Prize for Best Album                                  | Nominalizare |
| 2015 | "Take Me To Church"                   | Meteor Choice Music Prize for Song of the Year                            | Nominalizare |
| 2023 | I Do Not Want What I Haven't Got      | Choice Music Prize 'Classic Irish Album'                                  | Câștigat     |